# Elie House

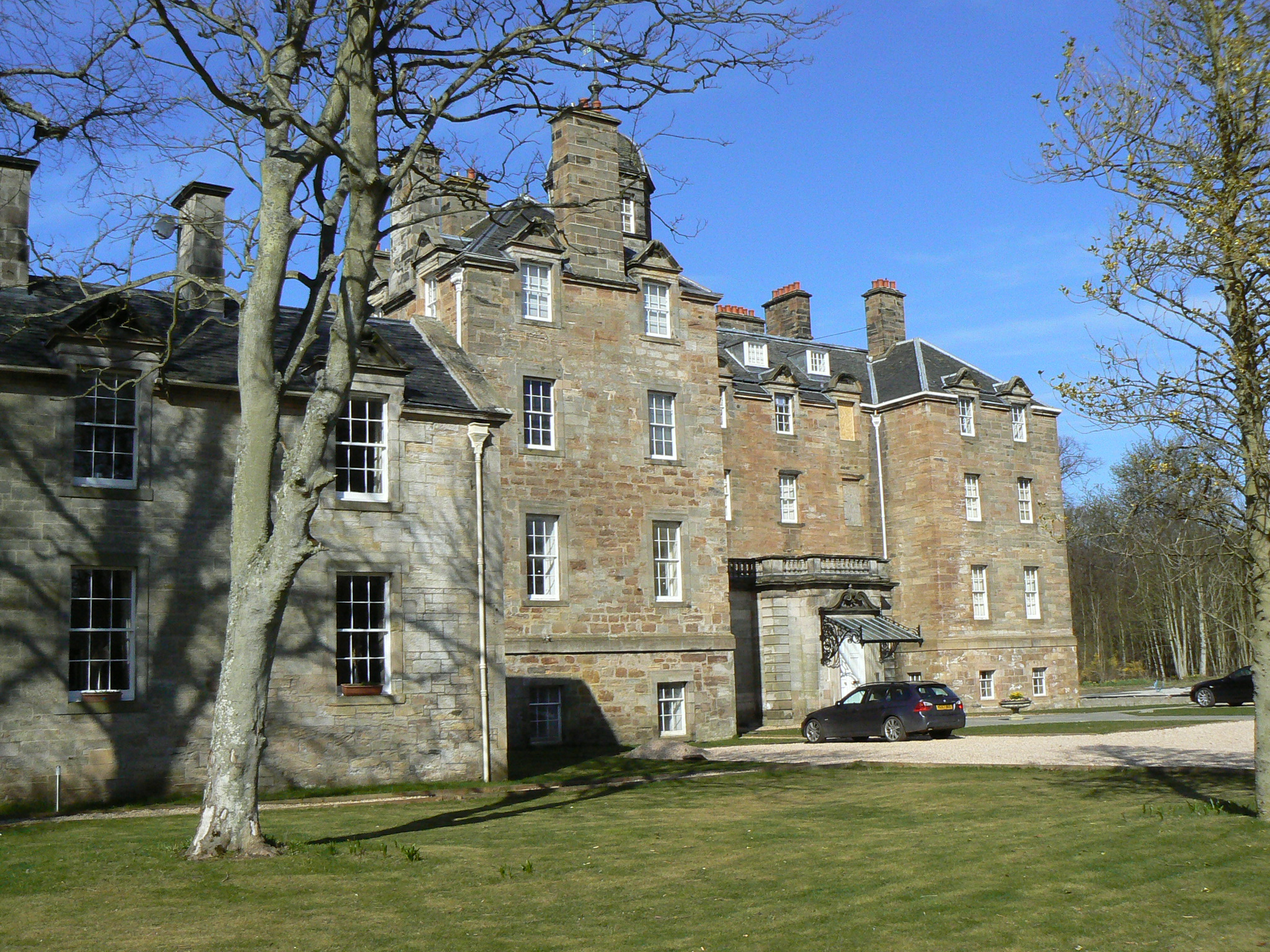
Elie House

Elie House ist ein Herrenhaus nahe der schottischen Ortschaft Elie and Earlsferry in der Council Area Fife. 1980 wurde das Bauwerk als Einzeldenkmal in die schottischen Denkmallisten in der höchsten Denkmalkategorie A aufgenommen.

## Geschichte
Zu Beginn des 17. Jahrhunderts ließ William Scott oder sein Sohn am Standort ein Herrenhaus errichten. Das heutige Elie House stammt aus dem Jahre 1697 und wurde nahe dem Vorgängerbau errichtet, der zunächst parallel genutzt wurde. Um 1740 erstellte William Adam einen Entwurf zur Erweiterung von Elie House und präsentierte ihn in seinem Vitruvius Scoticus. Ebenso wie James Clerks Entwurf um 1770 wurde er jedoch nicht ausgeführt. Im Jahre 1853 erwarb William Baird Elie House. Er ließ es überarbeiten und das alte, nahegelegene Haus abbrechen.

## Beschreibung
Elie House steht isoliert rund 500 m nördlich von Elie. Ursprünglich war die südexponierte Hauptfassade des dreistöckigen Herrenhauses fünf Achsen weit. Nach den umfassenden Erweiterungen weist die Hauptfassade nach Osten. Die Fassaden des komplexen Gebäudes sind unregelmäßig und lassen stilistisch die verschiedenen Bauphasen erkennen. An der Ostfassade springt ein flacher Anbau mit dem Hauptportal und abschließender Steinbalustrade hervor. Verschieden gestaltete Gesimse verdachen die Lukarnen entlang der West- und Nordfassaden. Ein venezianisches Fenster ist ionisch ornamentiert. Von der Ostfassade ragt ein Turm auf, der oktogonal mit geschwungener Haube mit Wetterfahne schließt. Das abschließende Plattformdach ist mit Schiefer eingedeckt.